# ナノサーフェイス
ナノサーフェイス とは、ナノレベルの精密さにより平坦さなどの特性を持つ表面のこと。あるいは、そのような精密な表面をつくる研磨などの加工技術のこと。

## 概要
ナノテクノロジーを支える技術として、物質表面をナノレベルで平坦化加工することが求められており、特に半導体メモリやハードディスクなどの記録メディアの高容量化には精密な表面加工技術が必要とされる。従来の研削・研磨加工で不可能であった、ナノレベルでの平坦化とスクラッチ防止を同時に行うことは、今後の記憶容量増加を支える重要技術である。